# 블레어 맥도너
블레어 맥도너(Blair McDonough, 1981년 4월 30일 ~ )는 오스트레일리아의 배우이다.

## 출연 작품
- 하트비트 (1992)